# Nachricht im Film
Eine so genannte NiF (Nachricht im Film) ist eine bebilderte Wortmeldung im Fernsehen. Sie bezeichnet damit einen Nachrichtenbeitrag, der meistens Bilder (ein kurzes Video) mit einer Sprecherstimme hinterlegt (Voice-over) zeigt. 
NIFs kommen meistens dann zum Einsatz, wenn über ein Thema berichtet werden soll, es aber nicht relevant genug ist, um darüber einen ganzen Beitrag zu zeigen.